# Zeche Neuglück (Hattingen)
Die Zeche Neuglück war ein Kohlenbergwerk an der Ruhr, zwischen Niederwenigern (heute Stadtteil von Hattingen) und Burgaltendorf (heute Stadtteil von Essen). Es bezog seinen Namen angeblich daher, dass in ihren Grubenfeldern immer wieder nach Kohle gegraben wurde, die (wechselnden) Eigentümer also stets „neues Glück“ suchten.

## Geschichte

### Historisches Bergwerk
Seit etwa 1750 wurde in Dumberg (östlich von Burgaltendorf und nördlich von Niederwenigern) durch die Gewerkschaft Neuglück Bergbau betrieben. 1777 wurde auf sechs neue Flöze Mutung eingelegt, welche 1792 verliehen und von einem neuen Stollen in der heutigen Straße Am Kempel südwärts abgebaut wurden: Für 1836 wird eine Jahresförderung von ca. 2000 t Kohle vermeldet, was sich bis 1842 auf 4000 t verdoppeln sollte. In dieser Zeit existierte ein regelmäßiger Abtransport der Kohle über die Ruhrschifffahrt.

### Tiefbau
1895 wurden zwei tonnlägige Schächte angelegt, was die Erschließung neuer Kohlevorräte zur Folge hatte. In 1898 wurde das Längenfeld Neuenglück und die stillgelegte Zeche Thorenbank zur Zeche Neuglück konsolidiert. Anno 1900 hatte die Zeche 393 Beschäftigte und förderte auf drei Sohlen 89.000 t Kohle. 1903 jedoch wurde die Zeche erst vorübergehend, ab 1905 aber dauerhaft stillgelegt wegen Unwirtschaftlichkeit.

### 1920er Jahre
Mitte 1917 wurden die Schächte Hugo und Paul abgeteuft. Sie erreichten die Kohle in 31 m Tiefe, und 1920 förderten 166 Beschäftigte ca. 30.000 t Kohle. 1925 erfolgte die erneute Stilllegung.

### 1930er Jahre
Um 1933 wurde der Betrieb erneut reaktiviert, aber 1936 erneut eingestellt. Schuld waren die hohen Wasserzuflüsse und Bruch der Hauptstrecke.

### 1950er Jahre
Von 1951 bis 1962 betrieb Neuglück in Niederwenigern einen Stollen, dessen Mundloch sich auf dem Areal des heutigen Sportplatzes der Sportfreunde Niederwenigern an der Burgaltendorfer Straße des Dorfes befand. das Grubenfeld der Zeche wurde 1965 noch einmal erweitert und der Stollen bis unter den heutigen Heidehof verlängert, so dass 1961 über 150 Beschäftigte ca. 50 000 t Kohle förderten. Ein Jahr später erfolgte die Stilllegung aufgrund der Kohlekrise. Die meisten Bergleute von Neuglück erhielten neue Arbeit auf Zeche Dahlhauser Tiefbau.

## Spurensuche
Im Verlauf der Grubenbaue traten immer wieder Tagesbrüche auf, so 1967 während eines Fußballspiels in Niederwenigern.
Anno 1965 entschied die Gemeinde Winz (wozu bis 1970 auch Niederwenigern und Dumberg gehörten), die in Dumberg gelegene Straße Am Tölken in Neuglücker Weg umzutaufen. Bis heute erinnert dieser Straßenname an die Wiege der Zeche.
2010 nahm das Dorf Niederwenigern an der Aktion SchachtZeichen teil. Der gelbe Ballon schwebte über dem Heidehof, wurde aber durch Windstöße schwer beschädigt.